# Paris Masters
Paris Masters, oficiálně Rolex Paris Masters, je profesionální tenisový turnaj mužů hraný od roku 1968 ve francouzském hlavním městě Paříži. V roce 2025 se dějištěm stala aréna La Défense s celkovou kapacitou 23 tisíc diváků, po přestěhování z haly Bercy. Na okruhu ATP Tour se turnaj řadí do kategorie ATP Tour Masters 1000. Titulárním partnerem se v roce 2017 stala švýcarská hodinářská firma Rolex. Na spoluorganizaci se podílí Francouzská tenisová federace.
Oba hlavní pařížské turnaje – French Open a Paris Masters, vyhrály během jedné sezóny úřadující světové jedničky Ilie Năstase (1973), Andre Agassi (1999) a Novak Djoković (2021 a 2023).

## Historie
Paris Masters byl v období 1968–1989 nejdříve zařazen do okruhu Grand Prix. V jeho závěrečné sezóně 1989 se pařížská událost stala součástí devítičlenné série Grand Prix Super, v níž nahradila tokijský Seiko Super Tennis. Ročník 1989 vyhrál Boris Becker. Po založení okruhu ATP Tour v roce 1990 byla celá série nahrazena nástupnickou kategorií Championship Series, Single Week (1990–1995). Ta postupně měnila název na Mercedes-Benz Super 9 (1996–1999), Tennis Masters Series (2000–2003) a ATP Masters Series (2004–2008), než se z ní v sezóně 2009 stala ATP Tour Masters 1000.

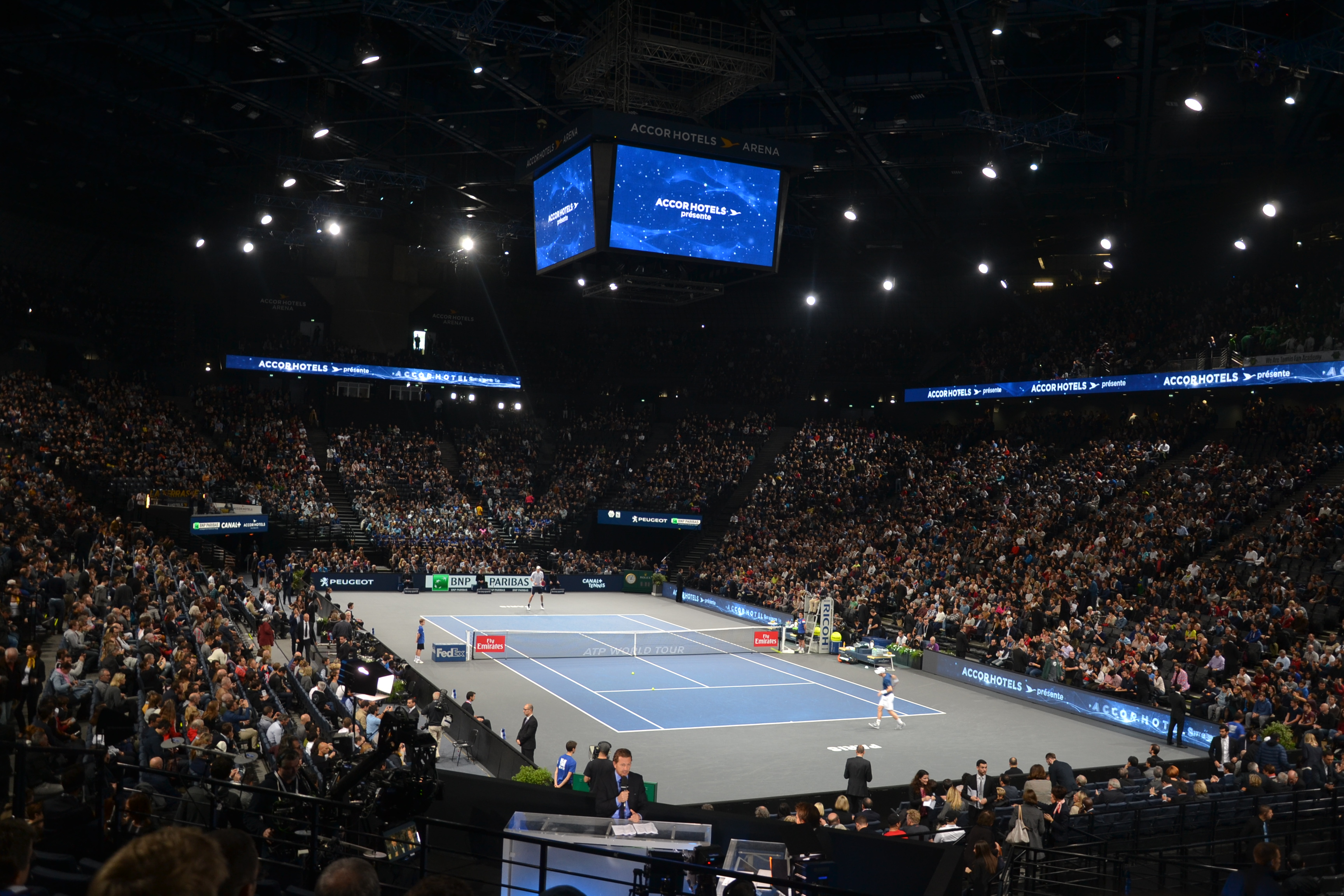
Finále ročníku 2016 mezi Murraym a Isnerem

Prvním dějištěm pařížského Mastersu byl v letech 1969–1982 Stade Pierre de Coubertin. Mezi roky 1986–2024 se konal v hale Bercy s celkovou kapacitou 16 800 diváků. Úvodní ročník 1989 v ní ovládl 18letý Boris Becker při celkové návštěvnosti 82 117 diváků. V roce 2025 se turnaj přestěhoval do Paris La Défense Arena, jejíž kapacita všech dvorců činila 23 tisíc diváků. S přesunem se zvýšil i počet deblových párů z 24 na 28 dvojic. Pro pořádání v hale se turnaj označuje také jako Paris Indoors.
Do sezóny 2006 se hrálo na koberci a následně na tvrdém povrchu. Do roku 2011 byl na kurtech položen jeden z nejrychlejších povrchů mužského okruhu, umožňující agresivní styl útočného tenisu, jenž byl zpomalen ve shodě s přístupem řídící organizace ATP. V sezóně 2012 tak organizátoři přešli na tvrdý GreenSet. Vnitřní ohraničení dvorce získalo zelenou barvu typickou pro firmu Rolex a vnější orámování šedý vzhled.

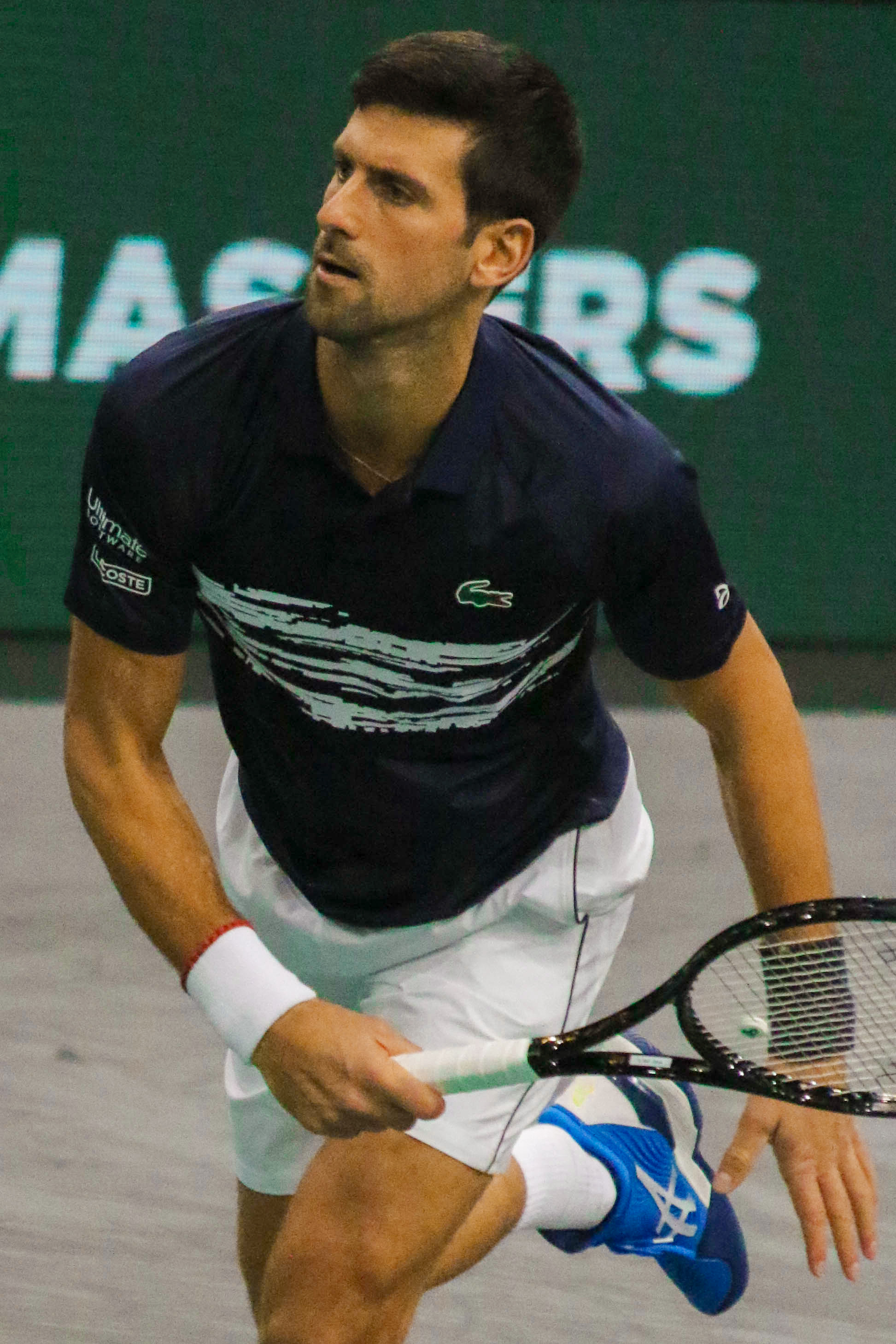
Novak Djoković, držitel rekordů ve dvouhře

Dvouhry se účastní padesát šest hráčů a do čtyřhry nastupuje dvacet osm párů. Tradičním hracím termínem je pozdní říjen či počátek listopadu, v závěru tenisové sezóny. Jedná se o poslední turnaj před vyvrcholením okruhu na Turnaji mistrů. Paris Masters a Shanghai Masters představují jediné části devítidílné série Masters hrané v hale. Po šanghajské události s 96 hráči dvouhry se jedná o druhý největší tenisový turnaj světa na halovém povrchu.
Původní název Paris Open byl roku 2000 změněn na Paris Masters. Se vstupem titulárního partnera, francouzského bankovního domu BNP Paribas, se od sezóny 2002 akce konala jako BNP Paribas Masters. V roce 2017 banku nahradila švýcarská hodinářská firma Rolex, s desetiletou smlouvou, což se odrazilo v pojmenování Rolex Paris Masters. Rolex zajišťoval časomíru turnaje již od roku 2007.
Nejvyšší počet sedmi singlových titulů získal mezi lety 2009–2023 Srb Novak Djoković včetně dvou obhájených trofejí z ročníků 2014 a 2015. Ve čtyřhře dokázali nejvíckrát triumfovat bratři Bob a Mike Bryanovi, když soutěž ovládli čtyřikrát. Prvním francouzským šampionem se v roce 1991 stal Guy Forget po pětisetové finálové bitvě proti Petu Samprasovi. Debutový ročník hraný s novým názvem Paris Masters vyhrál v roce 2000 Rus Marat Safin, po dalším pětisetovém boji proti Philippoussisovi, který rozhodl až tiebreak závěrečné sady v poměru 10:8.
Bývalé světové jedničky Ilie Năstase, Andre Agassi, Roger Federer a Novak Djoković se staly jedinými vítězi obou velkých pařížských akcí mužského tenisu, když dokázaly vyhrát Paris Masters i grandslamové French Open. V jediné sezóně obě trofeje získali pouze Năstase (1973), Agassi (1999) a dvakrát Djoković (2021 a 2023). Ve čtyřhře oba pařížské tituly během kalendářního roku vybojoval pouze brazilsko-chorvatský pár Marcelo Melo a Ivan Dodig.

## Přehled finále

### Dvouhra
| Rok  | vítěz               | finalista           | výsledek                           |
| ---- | ------------------- | ------------------- | ---------------------------------- |
| 1968 | Milan Holeček       | Robert Carmichael   | 6–4, 10–8, 3–6, 6–3                |
| 1969 | Tom Okker           | Butch Buchholz      | 8–6, 6–2, 6–1                      |
| 1970 | Arthur Ashe         | Marty Riessen       | 7–6, 6–4, 6–3                      |
| 1971 | nehráno             | nehráno             | nehráno                            |
| 1972 | Stan Smith          | Andrés Gimeno       | 6–2, 6–2, 7–5                      |
| 1973 | Ilie Năstase        | Stan Smith          | 4–6, 6–1, 3–6, 6–0, 6–2            |
| 1974 | Brian Gottfried     | Eddie Dibbs         | 6–3, 5–7, 8–6, 6–0                 |
| 1975 | Tom Okker (2)       | Arthur Ashe         | 6–3, 2–6, 6–3, 3–6, 6–4            |
| 1976 | Eddie Dibbs         | Jaime Fillol        | 5–7, 6–4, 6–4, 7–6                 |
| 1977 | Corrado Barazzutti  | Brian Gottfried     | 7–6, 7–6, 6–7, 3–6, 6–4            |
| 1978 | Robert Lutz         | Tom Gullikson       | 6–2, 6–2, 7–6                      |
| 1979 | Harold Solomon      | Corrado Barazzutti  | 6–3, 2–6, 6–3, 6–4                 |
| 1980 | Brian Gottfried (2) | Adriano Panatta     | 4–6, 6–3, 6–1, 7–6                 |
| 1981 | Mark Vines          | Pascal Portes       | 6–2, 6–4, 6–3                      |
| 1982 | Wojciech Fibak      | Bill Scanlon        | 6–2, 6–2, 6–2                      |
| 1983 | turnaj se nekonal   | turnaj se nekonal   | turnaj se nekonal                  |
| 1985 | turnaj se nekonal   | turnaj se nekonal   | turnaj se nekonal                  |
| 1986 | Boris Becker        | Sergio Casal        | 6–4, 6–3, 7–6                      |
| 1987 | Tim Mayotte         | Brad Gilbert        | 2–6, 6–3, 7–5, 6–7, 6–3            |
| 1988 | Amos Mansdorf       | Brad Gilbert        | 6–3, 6–2, 6–3                      |
| 1989 | Boris Becker (2)    | Stefan Edberg       | 6–4, 6–3, 6–3                      |
| 1990 | Stefan Edberg       | Boris Becker        | 3–3skreč                           |
| 1991 | Guy Forget          | Pete Sampras        | 7–6(11–9), 4–6, 5–7, 6–4, 6–4      |
| 1992 | Boris Becker (3)    | Guy Forget          | 7–6(7–3), 6–3, 3–6, 6–3            |
| 1993 | Goran Ivanišević    | Andrij Medveděv     | 6–4, 6–2, 7–6(7–2)                 |
| 1994 | Andre Agassi        | Marc Rosset         | 6–3, 6–3, 4–6, 7–5                 |
| 1995 | Pete Sampras        | Boris Becker        | 7–6(7–5), 6–4, 6–4                 |
| 1996 | Thomas Enqvist      | Jevgenij Kafelnikov | 6–2, 6–4, 7–5                      |
| 1997 | Pete Sampras (2)    | Jonas Björkman      | 6–3, 4–6, 6–3, 6–1                 |
| 1998 | Greg Rusedski       | Pete Sampras        | 6–4, 7–6(7–4), 6–3                 |
| 1999 | Andre Agassi (2)    | Marat Safin         | 7–6(7–1), 6–2, 4–6, 6–4            |
| 2000 | Marat Safin         | Mark Philippoussis  | 3–6, 7–6(9–7), 6–4, 3–6, 7–6(10–8) |
| 2001 | Sébastien Grosjean  | Jevgenij Kafelnikov | 7–6(7–3), 6–1, 6–7(5–7), 6–4       |
| 2002 | Marat Safin (2)     | Lleyton Hewitt      | 7–6(7–4), 6–0, 6–4                 |
| 2003 | Tim Henman          | Andrei Pavel        | 6–2, 7–6(8–6), 7–6(7–2)            |
| 2004 | Marat Safin (3)     | Radek Štěpánek      | 6–3, 7–6(7–5), 6–3                 |
| 2005 | Tomáš Berdych       | Ivan Ljubičić       | 6–3, 6–4, 3–6, 4–6, 6–4            |
| 2006 | Nikolaj Davyděnko   | Dominik Hrbatý      | 6–1, 6–2, 6–2                      |
| 2007 | David Nalbandian    | Rafael Nadal        | 6–4, 6–0                           |
| 2008 | Jo-Wilfried Tsonga  | David Nalbandian    | 6–3, 4–6, 6–4                      |
| 2009 | Novak Djoković      | Gaël Monfils        | 6–2, 5–7, 7–6(7–3)                 |
| 2010 | Robin Söderling     | Gaël Monfils        | 6–1, 7–6(7–1)                      |
| 2011 | Roger Federer       | Jo-Wilfried Tsonga  | 6–1, 7–6(7–3)                      |
| 2012 | David Ferrer        | Jerzy Janowicz      | 6–4, 6–3                           |
| 2013 | Novak Djoković (2)  | David Ferrer        | 7–5, 7–5                           |
| 2014 | Novak Djoković (3)  | Milos Raonic        | 6–2, 6–3                           |
| 2015 | Novak Djoković (4)  | Andy Murray         | 6–2, 6–4                           |
| 2016 | Andy Murray         | John Isner          | 6–3, 6–7(4–7), 6–4                 |
| 2017 | Jack Sock           | Filip Krajinović    | 5–7, 6–4, 6–1                      |
| 2018 | Karen Chačanov      | Novak Djoković      | 7–5, 6–4                           |
| 2019 | Novak Djoković (5)  | Denis Shapovalov    | 6–3, 6–4                           |
| 2020 | Daniil Medveděv     | Alexander Zverev    | 5–7, 6–4, 6–1                      |
| 2021 | Novak Djoković (6)  | Daniil Medveděv     | 4–6, 6–3, 6–3                      |
| 2022 | Holger Rune         | Novak Djoković      | 3–6, 6–3, 7–5                      |
| 2023 | Novak Djoković (7)  | Grigor Dimitrov     | 6–4, 6–3                           |
| 2024 | Alexander Zverev    | Ugo Humbert         | 6–2, 6–2                           |

### Čtyřhra
| Rok  | vítězové                                 | finalisté                           | výsledek                   |
| ---- | ---------------------------------------- | ----------------------------------- | -------------------------- |
| 1972 | Pierre Barthès François Jauffret         | Andrés Gimeno Juan Gisbert          | 6–7, 6–2, 6–3              |
| 1973 | Juan Gisbert Ilie Năstase                | Arthur Ashe Roscoe Tanner           | 6–3, 6–4                   |
| 1974 | Patrice Dominguez François Jauffret (2)  | Brian Gottfried Raúl Ramírez        | 7–5, 6–4                   |
| 1975 | Wojciech Fibak Karl Meiler               | Ilie Năstase Tom Okker              | 6–3, 9–8                   |
| 1976 | Tom Okker Marty Riessen                  | Fred McNair Sherwood Stewart        | 6–2, 6–2                   |
| 1977 | Brian Gottfried Raúl Ramírez             | Jeff Borowiak Roger Taylor          | 6–2, 6–0                   |
| 1978 | Bruce Manson Andrew Pattison             | Ion Țiriac Guillermo Vilas          | 7–6, 6–2                   |
| 1979 | Jean-Louis Haillet Gilles Moretton       | John Lloyd Tony Lloyd               | 7–6, 7–6                   |
| 1980 | Paolo Bertolucci Adriano Panatta         | Brian Gottfried Raymond Moore       | 6–4, 6–4                   |
| 1981 | Ilie Năstase Yannick Noah                | Andrew Jarrett Jonathan Smith       | 6–4, 6–4                   |
| 1982 | Brian Gottfried (2) Bruce Manson (2)     | Jay Lapidus Richard Meyer           | 6–4, 6–2                   |
| 1983 | turnaj se nekonal                        | turnaj se nekonal                   | turnaj se nekonal          |
| 1985 | turnaj se nekonal                        | turnaj se nekonal                   | turnaj se nekonal          |
| 1986 | Peter Fleming John McEnroe               | Mansour Bahrami Diego Pérez         | 6–3, 6–2                   |
| 1987 | Jakob Hlasek Claudio Mezzadri            | Scott Davis David Pate              | 7–6, 6–2                   |
| 1988 | Paul Annacone John Fitzgerald            | Jim Grabb Christo van Rensburg      | 6–2, 6–2                   |
| 1989 | John Fitzgerald (2) Anders Järryd        | Jakob Hlasek Eric Winogradsky       | 7–6, 6–4                   |
| 1990 | Scott Davis David Pate                   | Darren Cahill Mark Kratzmann        | 7–6, 7–6                   |
| 1991 | John Fitzgerald (3) Anders Järryd (2)    | Kelly Jones Rick Leach              | 7–6, 6–4                   |
| 1992 | John McEnroe (2) Patrick McEnroe         | Patrick Galbraith Danie Visser      | 7–6, 6–3                   |
| 1993 | Byron Black Jonathan Stark               | Tom Nijssen Cyril Suk               | 4–6, 7–5, 6–2              |
| 1994 | Jacco Eltingh Paul Haarhuis              | Byron Black Jonathan Stark          | 3–6, 7–6, 7–5              |
| 1995 | Grant Connell Patrick Galbraith          | Jim Grabb Todd Martin               | 6–3, 7–6                   |
| 1996 | Jacco Eltingh (2) Paul Haarhuis (2)      | Jevgenij Kafelnikov Daniel Vacek    | 6–4, 4–6, 7–6              |
| 1997 | Jacco Eltingh (3) Paul Haarhuis (3)      | Rick Leach Jonathan Stark           | 6–2, 7–6                   |
| 1998 | Maheš Bhúpatí Leander Paes               | Jacco Eltingh Paul Haarhuis         | 7–6, 7–6                   |
| 1999 | Sébastien Lareau Alex O'Brien            | Paul Haarhuis Jared Palmer          | 6–1, 6–3                   |
| 2000 | Nicklas Kulti Max Mirnyj                 | Paul Haarhuis Daniel Nestor         | 7–6(8–6), 7–5              |
| 2001 | Ellis Ferreira Rick Leach                | Maheš Bhúpatí Leander Paes          | 5–7, 7–6(7–2), 6–4         |
| 2002 | Nicolas Escudé Fabrice Santoro           | Gustavo Kuerten Cédric Pioline      | 6–3, 6–3                   |
| 2003 | Wayne Arthurs Paul Hanley                | Michaël Llodra Fabrice Santoro      | 6–3, 1–6, 6–3              |
| 2004 | Jonas Björkman Todd Woodbridge           | Wayne Black Kevin Ullyett           | 6–3, 6–4                   |
| 2005 | Bob Bryan Mike Bryan                     | Mark Knowles Daniel Nestor          | 6–4, 6–7(3–7), 6–4         |
| 2006 | Arnaud Clément Michaël Llodra            | Fabrice Santoro Nenad Zimonjić      | 7–6(7–4), 6–2              |
| 2007 | Bob Bryan (2) Mike Bryan (2)             | Daniel Nestor Nenad Zimonjić        | 6–3, 7–6(7–3)              |
| 2008 | Jonas Björkman (2) Kevin Ullyett         | Jeff Coetzee Wesley Moodie          | 6–2, 6–2                   |
| 2009 | Daniel Nestor Nenad Zimonjić             | Marcel Granollers Tommy Robredo     | 6–3, 6–4                   |
| 2010 | Maheš Bhúpatí (2) Max Mirnyj (2)         | Mark Knowles Andy Ram               | 7–5, 7–5                   |
| 2011 | Rohan Bopanna Ajsám Kúreší               | Julien Benneteau Nicolas Mahut      | 6–2, 6–4                   |
| 2012 | Maheš Bhúpatí (3) Rohan Bopanna (2)      | Ajsám Kúreší Jean-Julien Rojer      | 7–6(8–6), 6–3              |
| 2013 | Bob Bryan (3) Mike Bryan (3)             | Alexander Peya Bruno Soares         | 6–3, 6–3                   |
| 2014 | Bob Bryan (4) Mike Bryan (4)             | Marcin Matkowski Jürgen Melzer      | 7–6(7–5), 5–7, [10–6]      |
| 2015 | Ivan Dodig Marcelo Melo                  | Vasek Pospisil Jack Sock            | 2–6, 6–3, [10–5]           |
| 2016 | Henri Kontinen John Peers                | Pierre-Hugues Herbert Nicolas Mahut | 6–4, 3–6, [10–6]           |
| 2017 | Łukasz Kubot Marcelo Melo (2)            | Ivan Dodig Marcel Granollers        | 7–6(7–3), 3–6, [10–6]      |
| 2018 | Marcel Granollers Rajeev Ram             | Jean-Julien Rojer Horia Tecău       | 6–4, 6–4                   |
| 2019 | Pierre-Hugues Herbert Nicolas Mahut      | Karen Chačanov Andrej Rubljov       | 6–4, 6–1                   |
| 2020 | Félix Auger-Aliassime Hubert Hurkacz     | Mate Pavić Bruno Soares             | 6–7(3–7), 7–6(9–7), [10–2] |
| 2021 | Tim Pütz Michael Venus                   | Pierre-Hugues Herbert Nicolas Mahut | 6–3, 6–7(4–7), [11–9]      |
| 2022 | Neal Skupski Wesley Koolhof              | Austin Krajicek Ivan Dodig          | 7–6(7–5), 6–4              |
| 2023 | Santiago González Édouard Roger-Vasselin | Rohan Bopanna Matthew Ebden         | 6–2, 5–7, [10–7]           |
| 2024 | Wesley Koolhof Nikola Mektić             | Lloyd Glasspool Adam Pavlásek       | 3–6, 6–3, [10–5]           |

## Rekordy
| Nejvíce titulů                  | Novak Djoković                                        | 7  |
| Nejvíce finále                  | Novak Djoković                                        | 9  |
| Nejvíce titulů v řadě           | Novak Djoković (2013, 2014, 2015)                     | 3  |
| Nejvíce finále v řadě           | Novak Djoković (2013, 2014, 2015) (2021, 2022, 2023)  | 3  |
| Nejvíce odehraných zápasů       | Novak Djoković                                        | 59 |
| Nejvíce vyhraných zápasů        | Novak Djoković                                        | 50 |
| Nejvíce vyhraných zápasů v řadě | Novak Djoković 2013 (5), 2014 (5), 2015 (5), 2016 (2) | 17 |
| Nejvíce odehraných ročníků      | Novak Djoković                                        | 17 |

| Nejvíce titulů        | Bob Bryan Mike Bryan                     | 4 |
| Nejvíce finále        | Paul Haarhuis                            | 6 |
| Nejvíce titulů v řadě | Jacco Eltingh Paul Haarhuis (1996, 1997) | 2 |
| Nejvíce titulů v řadě | Bob Bryan Mike Bryan (2013, 2014)        | 2 |

## Galerie

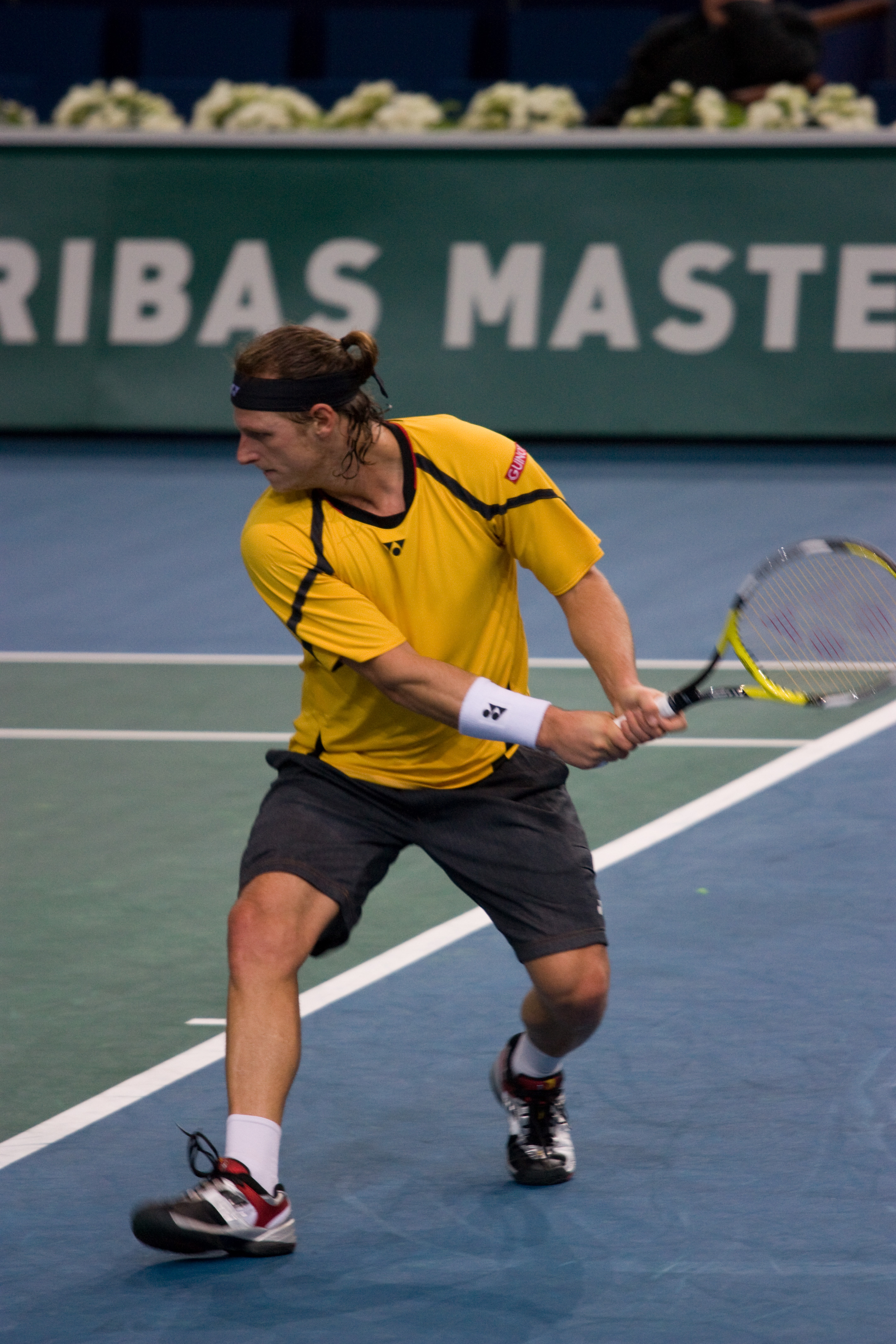
David Nalbandian, 2008
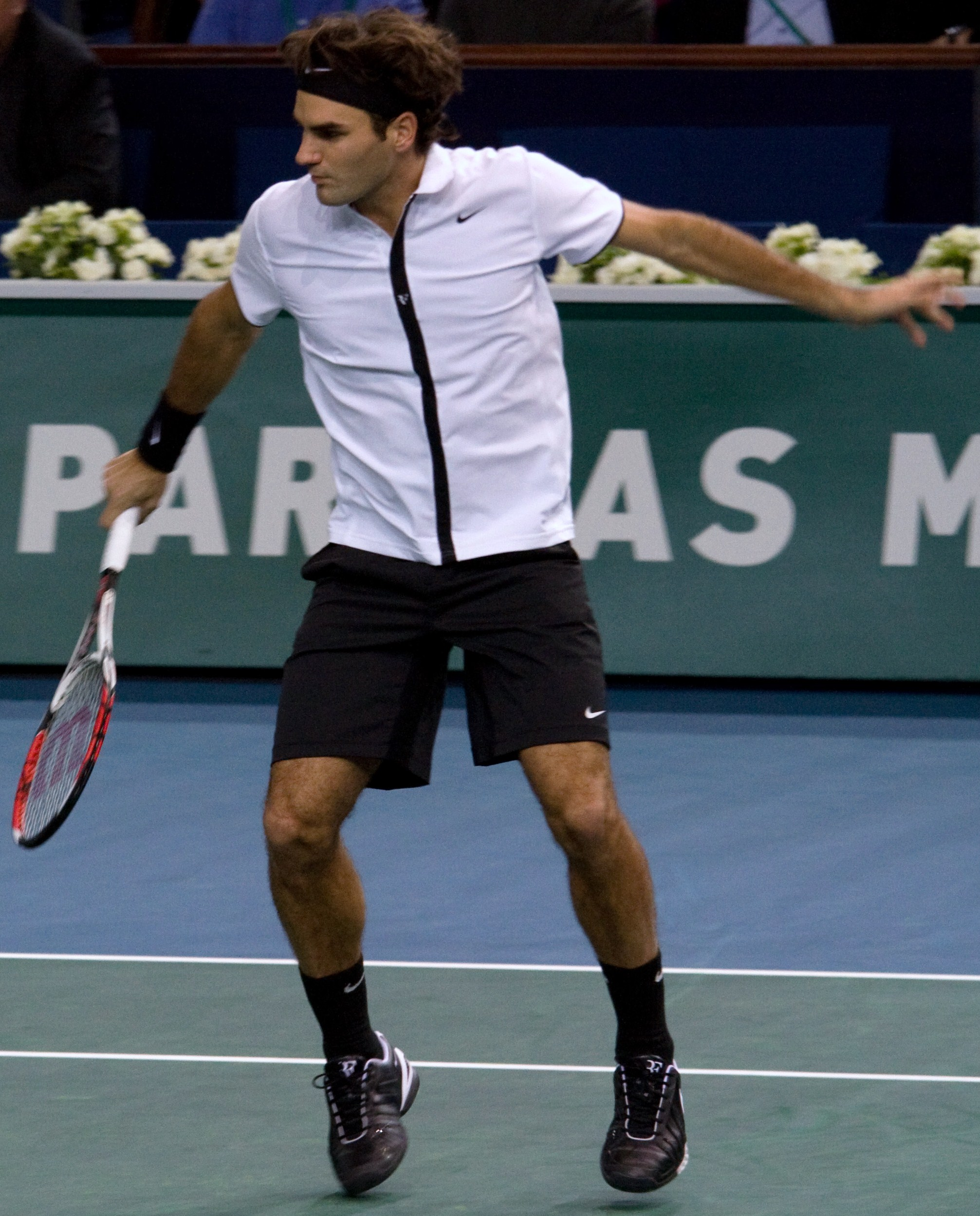
Roger Federer, 2008
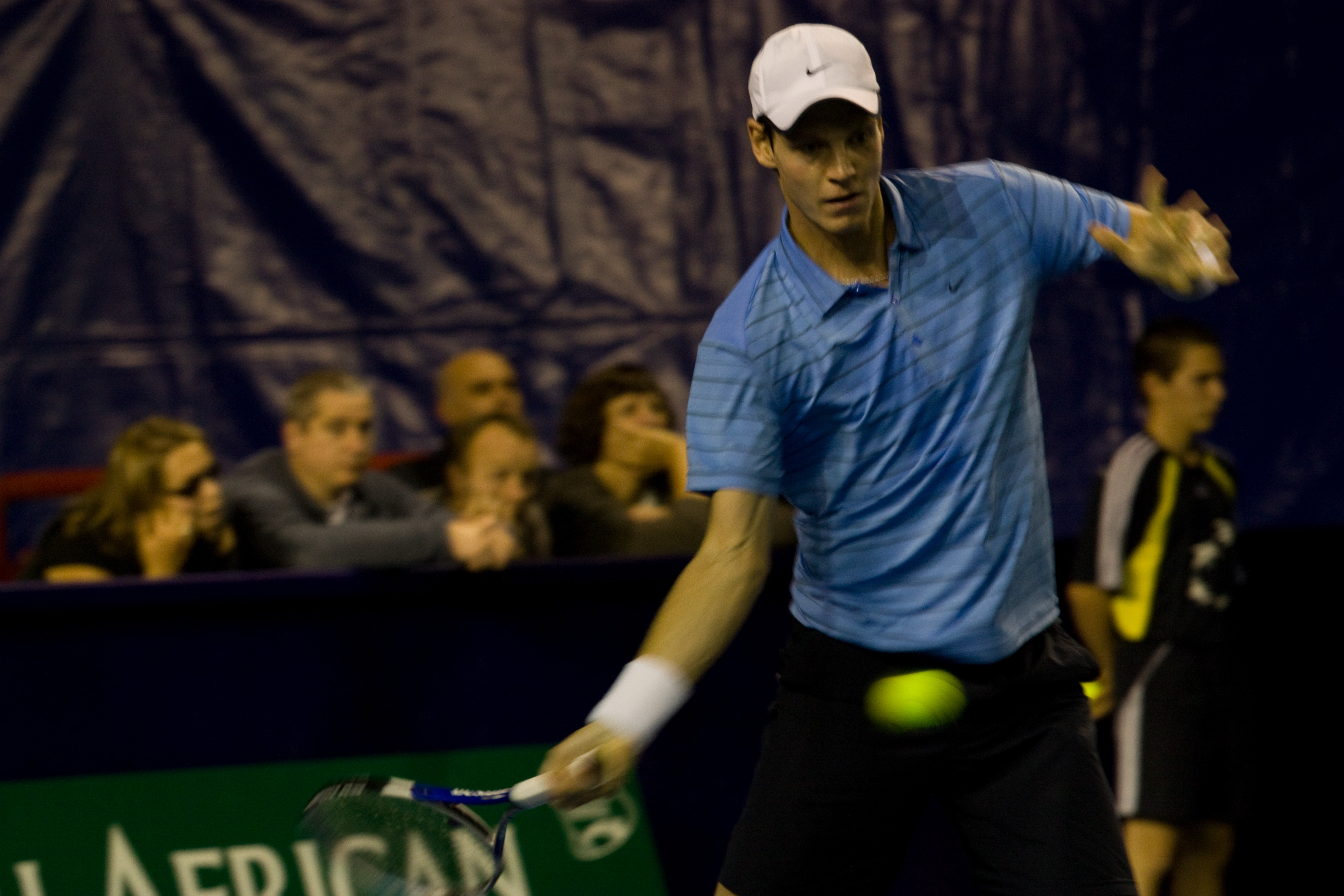
Tomáš Berdych, 2008
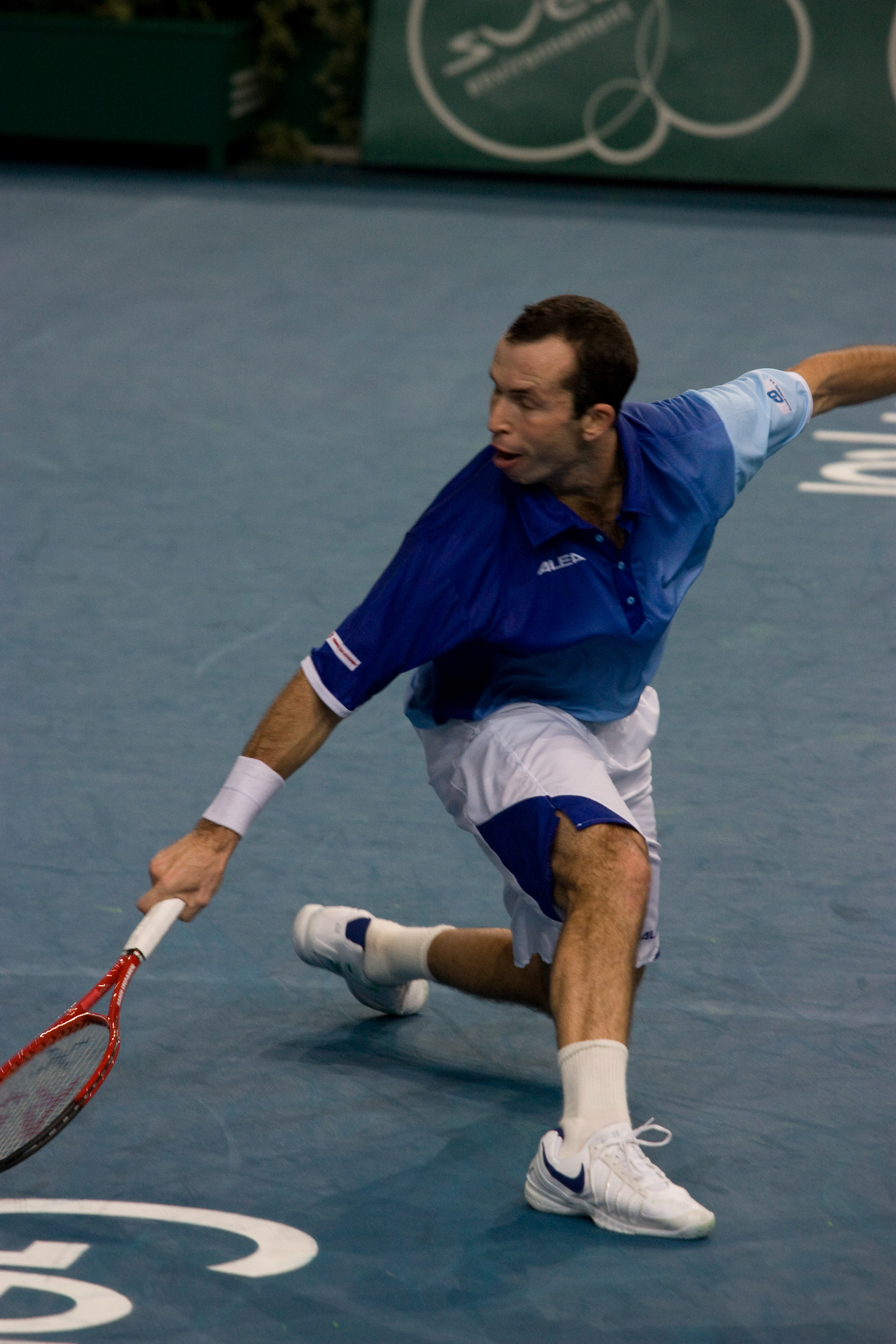
Radek Štěpánek, 2008